# Westmill
Westmill – wieś w Anglii, w hrabstwie Hertfordshire, w dystrykcie East Hertfordshire. Leży 16 km na północ od miasta Hertford i 48 km na północ od centrum Londynu. Miejscowość liczy 264 mieszkańców.